# Jan Adam II Liechtenstein
Jan Adam II Liechtenstein, właśc. Johannes Adam Ferdinand Alois Josef Maria Marco d’Aviano Pius von und zu Liechtenstein (ur. 14 lutego 1945 w Zurychu) – książę Liechtensteinu od 1989 roku, tytularny książę opawski, karniowski i hrabia Rietbergu, syn księcia Franciszka Józefa II.

## Życiorys
Przyszły książę przyszedł na świat 14 lutego 1945 roku w Zurychu jako pierwszy syn księcia Franciszka Józefa II i jego żony Georginy von Wilczek. Pierwsze lata życia spędził w Vaduz i został pierwszym księciem, który wychował się w Liechtensteinie. W latach 1951–1956 uczęszczał do lokalnej szkoły podstawowej w Vaduz, udzielał się również w harcerstwie. Dalszą edukację odbywał w prywatnym gimnazjum Schottengymnasium w Wiedniu, a od 1960 w Lyzeum Alpinum w szwajcarskim Zuoz. Po ukończeniu szkoły średniej i zdaniu matury udał się na praktyki w jednym z londyńskich banków, a następnie rozpoczął studia biznesowo-ekonomiczne na Uniwersytecie Sankt Gallen, które ukończył z licencjatem w 1969 roku. Poza ojczystym niemieckim Książę biegle posługuje się językami angielskim i francuskim.
W 1965 roku zaręczył się z arystokratką Marią Kinsky von Wchinitz und Tettau, z którą dwa lata później 13 lipca 1967 roku wziął ślub w Katedrze Św. Floryna w Vaduz. Z ich małżeństwa urodziło się czworo dzieci:
- książę dziedzic Alojzy (ur. 11 czerwca 1968) – koregent Liechtensteinu od 2004 roku.
- książę Maksymilian (ur. 16 maja 1969)
- książę Konstantyn (ur. 15 marca 1972, zm. 5 grudnia 2023[3])
- księżniczka Tatiana (ur. 10 kwietnia 1973)

W trakcie studiów i po ich ukończeniu zajmował się reorganizacją majątku rodziny książęcej, gdyż zadanie to powierzył mu jego ojciec książę Franciszek Józef II. W wyniku jego działań 3 stycznia 1970 roku powołano Fundacje Księcia Liechtensteinu (niem. Fürst von Liechtenstein Stiftung), której podlegają dobra pieniężne, nieruchomości i sektor finansowy (w tym LGT Group) oraz Fundacje Księcia Liechtensteinu II (niem. Fürst von Liechtenstein Stiftung II), której przypadły książęce zbiory dzieł sztuki. Władzę nad majątkiem w postaci dwóch fundacji miał mieć od tej pory panujący Książę.
Jeszcze jako następca tronu (niem. Erbprinz) angażował się w sprawy polityczne Księstwa, m.in. krytykując jego bierną politykę zagraniczną kontrolowaną przez Szwajcarię w przemówieniu z 1970 roku. W 1984 roku książę Franciszek Józef II oddał mu rzeczywistą władzę w państwie, mianując go koregentem. 13 listopada 1989 roku Franciszek Józef II zmarł i na tron oficjalnie wstąpił Jan Adam przejmując pełnię władzy i tytuły po zmarłym ojcu. 
Rządy Jana Adama II od początku były ukierunkowane na niezależność Liechtensteinu i rozwój polityki zagranicznej. To właśnie z jego inicjatywy Liechtenstein przystąpił do Organizacji Narodów Zjednoczonych w 1990 roku oraz do Europejskiego Obszaru Gospodarczego w 1995 roku. Ponadto od 1990 roku prowadził działania mające na celu odzyskanie majątku książęcego nielegalnie skonfiskowanego na terenie Czechosłowacji po II wojnie światowej.
Książę nie pozostawał również bierny w sprawach wewnętrznych Liechtensteinu. W 1992 roku doszło do sporu między Księciem a Landtagiem w sprawie przystąpienia do EOG. Spowodowało to kryzys polityczny, a władca groził nawet rozwiązaniem parlamentu, jednak udało się osiągnąć kompromis. Zaistniała sytuacja przyczyniła się do trwającej dekadę dyskusji konstytucyjnej. W jej wyniku w 2002 roku książę wyszedł z inicjatywą zmiany Konstytucji, która w 2003 roku została poddana pod referendum. Proponowane zmiany wywołały sporo kontrowersji, ponieważ znacznie poszerzały one kompetencje głowy państwa. Mimo tego obywatele przyjęli poprawki do ustawy zasadniczej – „za” głosowało 64% Liechtensteińczyków.
15 sierpnia 2004 roku podobnie jak jego ojciec i on oddał większość władzy w Księstwie swojemu synowi – Alojzemu, którego mianował koregentem. Od tamtej pory książę skupia się na zarządzaniu Domem Książęcym Liechtensteinów oraz majątkiem książęcym, formalnie pozostając przy tym głową państwa.
W 2009 wydał książkę o tematyce polityczno-filozoficznej – „Państwo w Trzecim Tysiącleciu” (niem. Der Staat im dritten Jahrtausend)
21 sierpnia 2021 roku w wyniku udaru mózgu w wieku 81 lat i po 54 latach małżeństwa zmarła jego żona Marie-Aglaë.

## Genealogia
| Prapradziadkowie                                           | książę Franciszek Liechtenstein (1802–1887) ∞1841 Julia Eudoksja Potocka (1818–1895)        | książę Liechtenstein Alojzy II (1796-1858) ∞1831 Franciszka Kinsky von Wchinitz und Tettau (1813-1881) | arcyksiążę Franciszek Karol Habsburg (1802–1878) ∞ 1824 arcyksiężna Zofia Wittelsbach (1805–1872) | król Portugalii Michał I Bragança (1802-1866) ∞1851 Adelajda Löwenstein-Wertheim-Rosenberg (1831-1909) | hrabia Johann Nepomuk Wilczek (1837–1922) ∞1858 Emma Maria Emo Capodilista (1833–1924)               | książę Ferdynand Bonaventura Kinsky von Wchinitz und Tettau (1834–1904) ∞1856 Maria Liechtenstein (1835–1905) | hrabia Johann-Baptist Kinsky von Wchinitz und Tettau (1815–1868) ∞1842 Iphygenia Therese Dadányi de Gyülvész (1821–1882) | hrabia Georg Festetics von Tolna (1815–1883) ∞1849 Eugenie Erdődy von Monyorókerék und Monoszló (1826–1894) |
| Pradziadkowie                                              | książę Alfred Liechtenstein (1842–1907) ∞1865 Henriette Liechtenstein (1843–1931)           | książę Alfred Liechtenstein (1842–1907) ∞1865 Henriette Liechtenstein (1843–1931)                      | arcyksiążę Karol Ludwik Habsburg (1833-1896) ∞1873 Maria Annunziata Portugalska (1855-1944)       | arcyksiążę Karol Ludwik Habsburg (1833-1896) ∞1873 Maria Annunziata Portugalska (1855-1944)            | hrabia Józef von Wilczek (1861–1929) ∞1884 Elżbieta Kinsky von Wchinitz und Tettau (1865–1941)       | hrabia Józef von Wilczek (1861–1929) ∞1884 Elżbieta Kinsky von Wchinitz und Tettau (1865–1941)                | hrabia Zdenko Kinsky von Wchinitz und Tettau (1844–1932) ∞1877 Georgine Festetics von Tolna (1856–1934)                  | hrabia Zdenko Kinsky von Wchinitz und Tettau (1844–1932) ∞1877 Georgine Festetics von Tolna (1856–1934)     |
| Dziadkowie                                                 | książę Alojzy Liechtenstein (1869-1955) ∞ 1903 Elżbieta Amalia Habsburg (1878-1960)         | książę Alojzy Liechtenstein (1869-1955) ∞ 1903 Elżbieta Amalia Habsburg (1878-1960)                    | książę Alojzy Liechtenstein (1869-1955) ∞ 1903 Elżbieta Amalia Habsburg (1878-1960)               | książę Alojzy Liechtenstein (1869-1955) ∞ 1903 Elżbieta Amalia Habsburg (1878-1960)                    | hrabia Ferdynand von Wilczek (1893–1977) ∞1921 Norbertyna Kinsky von Wchinitz und Tettau (1888–1923) | hrabia Ferdynand von Wilczek (1893–1977) ∞1921 Norbertyna Kinsky von Wchinitz und Tettau (1888–1923)          | hrabia Ferdynand von Wilczek (1893–1977) ∞1921 Norbertyna Kinsky von Wchinitz und Tettau (1888–1923)                     | hrabia Ferdynand von Wilczek (1893–1977) ∞1921 Norbertyna Kinsky von Wchinitz und Tettau (1888–1923)        |
| Rodzice                                                    | książę Liechtenstein Franciszek Józef II (1906-1989) ∞1943 Georgina von Wilczek (1921-1989) | książę Liechtenstein Franciszek Józef II (1906-1989) ∞1943 Georgina von Wilczek (1921-1989)            | książę Liechtenstein Franciszek Józef II (1906-1989) ∞1943 Georgina von Wilczek (1921-1989)       | książę Liechtenstein Franciszek Józef II (1906-1989) ∞1943 Georgina von Wilczek (1921-1989)            | książę Liechtenstein Franciszek Józef II (1906-1989) ∞1943 Georgina von Wilczek (1921-1989)          | książę Liechtenstein Franciszek Józef II (1906-1989) ∞1943 Georgina von Wilczek (1921-1989)                   | książę Liechtenstein Franciszek Józef II (1906-1989) ∞1943 Georgina von Wilczek (1921-1989)                              | książę Liechtenstein Franciszek Józef II (1906-1989) ∞1943 Georgina von Wilczek (1921-1989)                 |
| Jan Adam II Liechtenstien (ur. 1945), książę Liechtenstein |                                                                                             | |                                                                                                   | | | | | |